# Campoplex tineavorus
Campoplex tineavorus là một loài tò vò trong họ Ichneumonidae.